# Kharia (Sprache)
Kharia ist eine Süd-Munda-Sprache, welche vom Volk der Kharia hauptsächlich im Südwesten des indischen Bundesstaates Jharkhand und den benachbarten Gebieten der Bundesstaaten Chattisgarh und Odisha von etwa 280.000 Menschen gesprochen wird. Sie wird vor allem mit der Devanagari-Schrift geschrieben.

## Morphosyntax
Beim Kharia handelt es sich um eine hauptsächlich agglutinierende Sprache, deren grammatikalische Morpheme vor allem aus Enklitika bestehen. Typologisch auffällig ist das (zumindest dialektale) Fehlen einer klaren Beweislage für lexikalische Kategorien wie Nomen, Verben und Adjektive.